# Et tårn af to
|  | Denne artikel er oprettet af botten Steenthbot ud fra en ekstern database. Den kan derfor have sproglige fejl eller mangler. Denne skabelon kan fjernes efter kontrol af indholdet. |

Et tårn af to er en dansk kortfilm fra 2019 instrueret af Jacob K. Glogowski.

## Handling
I en herskabslejlighed bor to mænd, en onkel og hans nevø. E.M. høster ikke længere den vante anerkendelse fra offentligheden for sine malerier, så han undertrykker stilfærdig sin nevø, der drømmer om en verden af musik. Trods lejlighedens lange gange og tomme korridorer er der dårligt plads til begge dagdrømmere på en gang.

## Medvirkende
- Mikael Birkkjær, E. M.
- Mathias Hjortdal, Isaak
- My Djørup, Elou